# Grupa Wydawnicza Helion

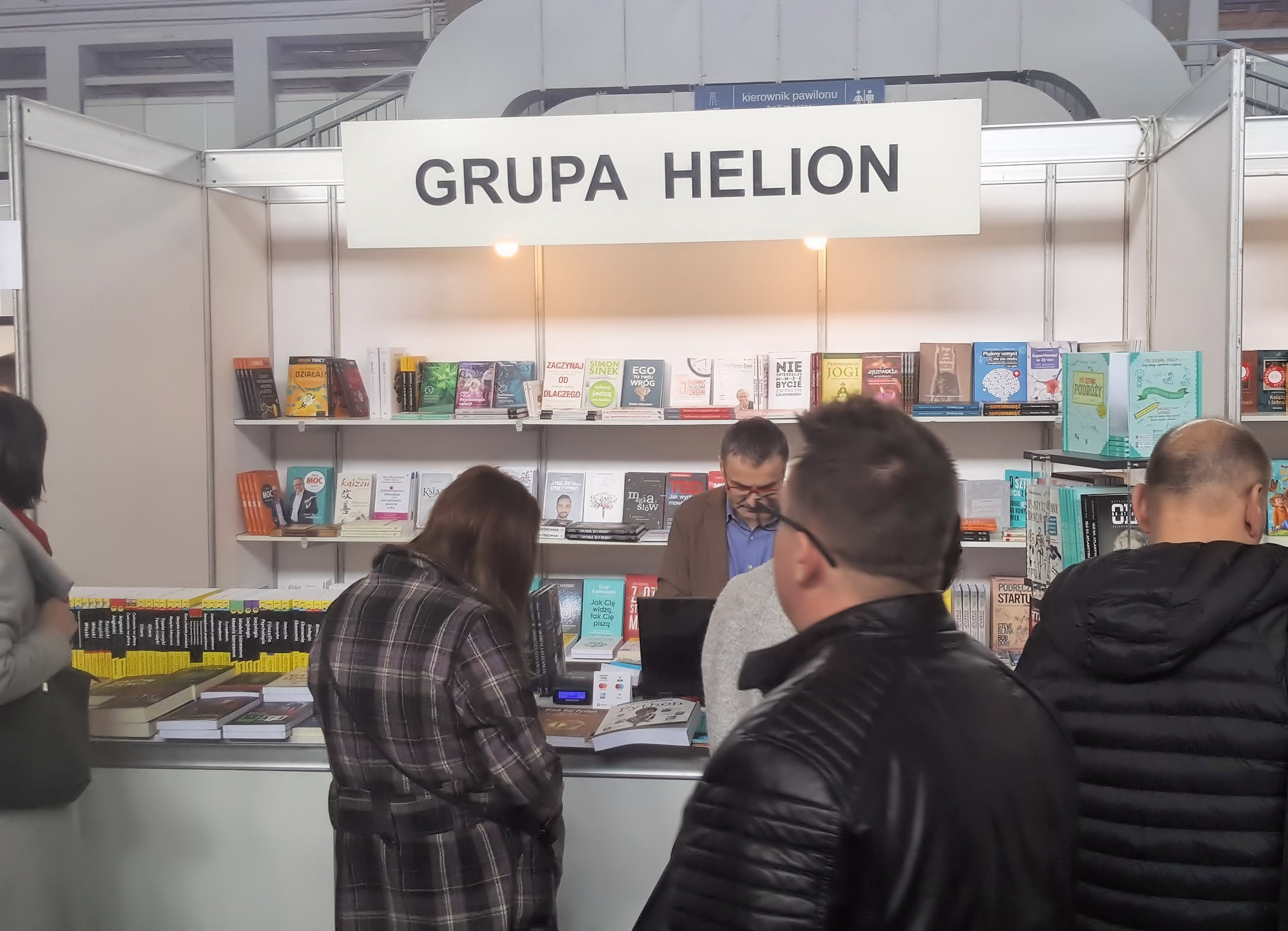
Stoisko Grupy Helion na Poznańskich Targach Książki 2018

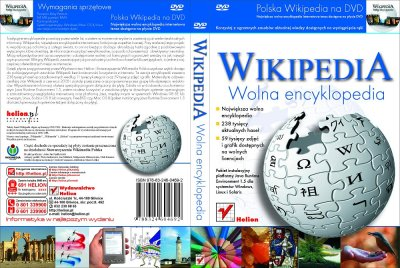
Wydawnictwo Helion wydało w lipcu 2007 polskojęzyczną Wikipedię na DVD

Helion SA – wydawnictwo specjalistyczne, założone w 1991 w Gliwicach.
Ofertę Grupy Helion stanowią publikacje z zakresu literatury informatycznej, biznesowej, beletrystyki, poradników (psychologicznych i ogólnotematycznych), a także przewodników turystycznych.
Od momentu powstania w 1991 roku Helion specjalizuje się w literaturze informatycznej. Obecnie Helion działa w siedmiu segmentach, tworząc dla każdego z nich odrębną markę. W skład Grupy Helion wchodzą takie marki jak:
- Helion – literatura informatyczna,
- Helion Edukacja – podręczniki szkolne,
- Onepress – literatura ekonomiczna i poradniki biznesowe,
- Editio – książki literackie,
- BeYA – książki dla młodzieży i młodych dorosłych,
- CzytaLisek – książki dla dzieci,
- Sensus – książki psychologiczne,
- Septem – poradniki,
- Bezdroża – przewodniki turystyczne i mapy,
- Ebookpoint.pl – e-booki i audiobooki,
- Ebookpoint BIBLIO: Nowoczesna platforma edukacyjna,
- Videopoint – kursy video,
- Helion Szkolenia – szkolenia ze specjalizacją w branży IT.

Od grudnia 2007 roku w skład Grupy Helion SA wchodzi Wydawnictwo Bezdroża – wydawca przewodników turystycznych oraz partner marki Michelin w Polsce.
Gliwicka spółka w ciągu swoich pierwszych 18 lat obecności na rynku oddała w ręce czytelników ponad 3500 publikacji, których łączny nakład przekroczył 11 mln egzemplarzy. Firma sześciokrotnie została wyróżniona tytułem „Gazela biznesu”, a także dwa razy Laurem Konsumenta.
Grupa Helion prowadzi serwisy specjalistycznych księgarni internetowych: helion.pl, edukacja.helion.pl, onepress.pl, sensus.pl, septem.pl, dlabystrzakow.pl, bezdroza.pl, ebookpoint.pl, w których czytelnik może znaleźć pełną ofertę wydawnictwa.
Wydawnictwo było również operatorem encyklopedii informatycznej Helionica.

## Marki Grupy Helion SA

### Helion
Od początku swojego istnienia Grupy Helion działa w sektorze literatury informatycznej. Z liczbą ponad 3100 tytułów informatycznych wydawnictwo jest liderem na rynku literatury komputerowej. W roku 2008 jego udział na rynku książki informatycznej sięgał 85%. Wydawnictwo publikuje tłumaczenia najwybitniejszych pozycji ukazujących się na rynkach zagranicznych. Promuje polskie autorytety, jak również utalentowanych początkujących autorów. Dla Helionu piszą m.in.: Bruce Eckel, Scott Kelby, Dan Margulis, Eric A. Meyer, Kevin Mitnick, Scott Mueller, Joel Spolsky, Bjarne Stroustrup, Andrew S. Tanenbaum, John Walkenbach Bartosz Danowski, Andrzej Pikoń, Andrzej Pyrchla, Stephen Prata, Maria Sokół, Radosław Sokół i Michał Zalewski.

### Helion Edukacja
Marka Grupy Helion, wydawca podręczników i poradników edukacyjnych dla uczniów i nauczycieli szkół podstawowych, gimnazjalnych i ponadgimnazjalnych, publikowanych w ramach zestawu edukacyjnego „Informatyka Europejczyka”. Podręczniki do informatyki Helionu dwukrotnie zostały uznane za najlepszy podręczniki roku, uzyskując w roku 2006 (Informatyka Europejczyka. Podręcznik dla gimnazjum. Część 1 i 2) i 2007 (Informatyka Europejczyka. Podręcznik dla szkoły podstawowej) nagrodę „Edukacja XXI” – nagrodę przyznawaną w ramach Targów Książki Edukacyjnej Edukacja XXI za wartości edukacyjno-poznawcze oraz poziom edytorski książki.

### Onepress
Imprint Grupy Helion, w ramach którego ukazało się 700 książek ekonomicznych i poradników biznesowych. Onepress to publikacje praktyków biznesowych i szkoleniowców przeznaczone dla menadżerów średniego i wysokiego szczebla, jak również dla pracowników nie podejmujących na co dzień decyzji strategicznych. Ukazują się one w pięciu seriach wydawniczych, odpowiadającym grupom docelowym, do których są skierowane: Onepress Quick, Onepress Small Business, Onepress Exclusive, Onepress Power oraz Onepress Vip. W ramach Onepress wydano książki takich autorów jak Kevin Hogan, Philip Kotler, Paweł Smółka, Andrzej Batko, Joe Vitale czy Dalajlama. W ramach tej marki Helion publikuje w Polsce najlepsze książki wydawnictwa Harvard Business Press.

### Sensus
Literatura opatrzona marką Sensus to książki poruszające kwestie sfery emocjonalnej, rozwoju osobowości, samoświadomości i poznania psychiki drugiej płci. Zarówno fachowe opracowania, jak i pozycje dla szerokiego grona odbiorców, dostarczają wiedzy na temat „miękkich kompetencji”, psychocybernetyki, psychologii społecznej oraz pracy. Serie wydawnicze tej marki to: charyzma, kobieta, facet, dziecko, rodzina, związek oraz psychologia.

### Septem
Marka Wydawnictwa Helion, która od 2006 roku zadebiutowała na polskim rynku dwoma seriami wydawniczymi: Poradniki bez kantów oraz Lekarz rodzinny. Septem to literatura poradnikowa obejmująca zarówno tematykę związaną ze zdrowiem, dobrym samopoczuciem, jak i aktywnym sposobem spędzania wolnego czasu. Ma pomóc czytelnikom w zdobyciu nowych umiejętności pomocnych w realizacji swoich pasji, hobby, ale również codziennych zadań. Seria wydawnicza Dla bystrzaków to Polska edycja popularnej na świecie serii poradników „For Dummies”. Książki pisane lekkim – humorystycznym stylem zawierającym czytelne informacje przygotowane przez specjalistów. Czwartą serią wydawniczą tej marki jest Seriaporad.pl.

### Bezdroża
Marka obecna na rynku od 2000 r. Obejmuje przewodniki turystyczne po najciekawszych zakątkach Polski i świata oraz poradniki dla turystów. Pod marką Bezdroża wydawane są również przewodniki turystyczne i mapy Michelin.

### Ebookpoint.pl
E-bookowa księgarnia oferująca książki elektroniczne i mówione wolne od zabezpieczania DRM. Księgarnia udostępnia czytelnikowi 3 standardy formatów książek elektronicznych (PDF, ePub, mobi).

### Videopoint
Uruchomiona w czerwcu 2015 platforma zajmująca się produkcją i dystrybucją kursów w formie nagrań video. Tematyka szkoleń dotyczy głównie programowania, grafiki, elektroniki, a także rozwoju osobistego. Nagrania można pobierać, a także przeglądać na stronie Videopoint. Do każdego szkolenia dostępnego w serwisie dodawany jest powiązany tematycznie e-book.

### Editio
Literacka część Grupy Helion, w ramach której wydawnictwo publikuje książki z zakresu publicystyki, reportażu, beletrystyki oraz literatury pięknej. Editio to starannie wyselekcjonowana literatura dla ludzi myślących i oczekujących od książki więcej, niż tylko rozrywki. Książki z logo Editio to spotkanie z duchowymi i naukowymi mistrzami (Dalajlama, Jorge Luis Borges, Philip K. Dick, Stephen Hawking czy Richard Dawkins), to filozoficzna podróż po najgłośniejszych serialach ostatnich lat, a także spojrzenie na otaczających nas świat oczami uznanych dziennikarzy (Marek Brzeziński, Katarzyna Droga, Maciej Jastrzębski, Piotr Pogorzelski, Andrzej Poczobut, Henryk Sytner, Marek Wałkuski).

### Helion Szkolenia
Projekt Grupy Wydawniczej Helion specjalizujący się w szkoleniach IT i biznesowych metodą blended learning poprzez łączenie szkolenia stacjonarnego z materiałami poszkoleniowymi (e-booki, audiobooki, wideokursy). Usługi są certyfikowane Standardem Usług Szkoleniowo-Rozwojowych SUS 2.0.